# Кубок мира по стрельбе 2011
26-й Кубок мира по стрельбе 2011 прошёл в девять этапов с 1 марта по 8 ноября. Были проведены по пять этапов по пулевой стрельбе и по стендовой стрельбе, включая финалы Кубка мира. Соревнования являлись отборочными на летние Олимпийские игры 2012.

## 1-й этап
| Дисциплина          | Золото                        | Серебро                     | Бронза                    |
| Трап, мужчины       | Огузхан Тюзюн Турция          | Павел Гуркин Россия         | Хесус Серрано Испания     |
| Дубль-трап, мужчины | Виталий Фокеев Россия         | Питер Уилсон Великобритания | Джошуа Ричмонд США        |
| Скит, мужчины       | Ян Сыхра Чехия                | Туре Бровольд Норвегия      | Уле Эйлиф Ундсет Норвегия |
| Трап, женщины       | Алессандра Перилли Сан-Марино | Фатима Гальвес Испания      | Елена Ткач Россия         |
| Скит, женщины       | Чжан Шань Китай               | Вэй Нин Китай               | Джейден Гриннелл США      |

## 2-й этап
| Дисциплина                                  | Золото                        | Серебро                     | Бронза                     |
| Винтовка с трёх позиций, 50 метров, мужчины | Чжу Цинань Китай              | Мэттью Эммонс США           | Хан Джин Соп Южная Корея   |
| Винтовка лёжа, 50 метров, мужчины           | Ван Вэйи Китай                | Эрик Юптаграфт США          | Хенри Юнгхенель Германия   |
| Пневматическая винтовка, 10 метров, мужчины | Никколо Камприани Италия      | Пьер Эдмон Пьясекки Франция | Ван Тао Китай              |
| Пистолет, 50 метров, мужчины                | Томоюки Мацуда Япония         | Франческо Бруно Италия      | Пан Вэй Китай              |
| Скоростной пистолет, 25 метров, мужчины     | Мартин Подграский Чехия       | Вячеслав Калюжный Россия    | Ральф Шуман Германия       |
| Пневматический пистолет, 10 метров, мужчины | Томоюки Мацуда Япония         | Олег Омельчук Украина       | Чжан Тянь Китай            |
| Трап, мужчины                               | Альберто Фернандес Испания    | Родольфо Вигано Италия      | Штефан Рюттгерот Германия  |
| Дубль-трап, мужчины                         | Ричард Фолдс Великобритания   | Джошуа Ричмонд США          | Франческо Д’Аньелло Италия |
| Скит, мужчины                               | Джон Макграт США              | Георгиос Ахиллеос Кипр      | Валерий Шомин Россия       |
| Винтовка с трёх позиций, 50 метров, женщины | Джейми Бейерл США             | Эми Соэш США                | И Сылин Китай              |
| Пневматическая винтовка, 10 метров, женщины | Снежана Пейчич Хорватия       | Элахех Ахмади Иран          | Дарья Тихова Украина       |
| Пистолет, 25 метров, женщины                | Елена Костевич Украина        | Юань Цзин Китай             | Антоанета Бонева Болгария  |
| Пневматический пистолет, 10 метров, женщины | Нино Салуквадзе Грузия        | Мира Сухонен Финляндия      | Елена Костевич Украина     |
| Трап, женщины                               | Алессандра Перилли Сан-Марино | Йессика Росси Италия        | У Цуйцуй Китай             |
| Скит, женщины                               | Кимберли Роуд США             | Кейтлин Коннор США          | Данка Бартекова Словакия   |

## 3-й этап
| Дисциплина                                  | Золото                   | Серебро                     | Бронза                     |
| Винтовка с трёх позиций, 50 метров, мужчины | Санджев Раджпут Индия    | Неманья Мирославльев Сербия | Уле Кристиан Брюн Норвегия |
| Винтовка лёжа, 50 метров, мужчины           | Сергей Мартынов Беларусь | Эрик Юптаграфт США          | Сирил Графф Франция        |
| Пневматическая винтовка, 10 метров, мужчины | Петер Шиди Венгрия       | Сергей Рихтер Израиль       | Ван Тао Китай              |
| Пистолет, 50 метров, мужчины                | Франческо Бруно Италия   | Леонид Екимов Россия        | Ли Дэм Юн Южная Корея      |
| Скоростной пистолет, 25 метров, мужчины     | Мартин Подграский Чехия  | Кит Сандерсон США           | Хорхе Льямес Испания       |
| Пневматический пистолет, 10 метров, мужчины | Андрия Златич Сербия     | Ли Дэм Юн Южная Корея       | Олег Омельчук Украина      |
| Винтовка с трёх позиций, 50 метров, женщины | Ли Пэйцзин Китай         | Эмили Эвеск Франция         | Ду Ли Китай                |
| Пневматическая винтовка, 10 метров, женщины | Сара Шерер США           | Агнешка Нагай Польша        | Ивана Максимович Сербия    |
| Пистолет, 25 метров, женщины                | Чэнь Ин Китай            | Юань Цзин Китай             | Антоанета Бонева Болгария  |
| Пневматический пистолет, 10 метров, женщины | Сунь Ци Китай            | Елена Костевич Украина      | Нино Салуквадзе Грузия     |

## 4-й этап
| Дисциплина          | Золото                       | Серебро                     | Бронза                   |
| Трап, мужчины       | Джованни Церногораз Хорватия | Алексей Алипов Россия       | Иржи Гах Чехия           |
| Дубль-трап, мужчины | Уильям Четкути Мальта        | Ронджан Содхи Индия         | Ли Цзунь Китай           |
| Скит, мужчины       | Антонакис Андреу Кипр        | Николаос Мавромматис Греция | Йеспер Хансен Дания      |
| Трап, женщины       | Йессика Росси Италия         | Рейчел Линн Хейден США      | Линь Ицзюнь Тайвань      |
| Скит, женщины       | Вэй Нин Китай                | Кимберли Роуд США           | Кристин Венцель Германия |

## 5-й этап
| Дисциплина                                  | Золото                      | Серебро                    | Бронза                      |
| Винтовка с трёх позиций, 50 метров, мужчины | Чжу Цинянь Китай            | Никколо Камприани Италия   | Симон Бейелер Швейцария     |
| Винтовка лёжа, 50 метров, мужчины           | Хенри Юнгхенель Германия    | Сергей Мартынов Беларусь   | Неманья Мирославльев Сербия |
| Пневматическая винтовка, 10 метров, мужчины | Пьер Эдмон Пьясекки Франция | Никколо Камприани Италия   | Чжу Цинань Китай            |
| Пистолет, 50 метров, мужчины                | Чин Джон О Южная Корея      | У Сяо Китай                | Андрия Златич Сербия        |
| Скоростной пистолет, 25 метров, мужчины     | Кристиан Райц Германия      | Виджай Кумар Индия         | Дин Фэн Китай               |
| Пневматический пистолет, 10 метров, мужчины | Леонид Екимов Россия        | Жоан Коста Португалия      | Брайан Биман США            |
| Винтовка с трёх позиций, 50 метров, женщины | Джейми Бейерл США           | Эва Фридель Германия       | Ли Пэйцзин Китай            |
| Пневматическая винтовка, 10 метров, женщины | И Сылин Китай               | Соня Пфайльшифтер Германия | Петра Цубласинг Италия      |
| Пистолет, 25 метров, женщины                | Чэнь Ин Китай               | Отрядын Гундэгмаа Монголия | Рахи Сарнобат Индия         |
| Пневматический пистолет, 10 метров, женщины | Елена Костевич Украина      | Анну Радж Сингх Индия      | Селин Гобервиль Франция     |

## 6-й этап
| Дисциплина                                  | Золото                     | Серебро                 | Бронза                      |
| Винтовка с трёх позиций, 50 метров, мужчины | Лань Син Китай             | Антон Ризов Болгария    | Уле Кристиан Брюн Норвегия  |
| Винтовка лёжа, 50 метров, мужчины           | Сергей Мартынов Беларусь   | Кеннет Нильсен Дания    | Даниэль Бродмайер Германия  |
| Пневматическая винтовка, 10 метров, мужчины | Чжу Цинянь Китай           | Ван Тао Китай           | Йозеф Гёнци Словакия        |
| Пистолет, 50 метров, мужчины                | Томоюки Мацуда Япония      | Андрия Златич Сербия    | Джузеппе Джордано Италия    |
| Скоростной пистолет, 25 метров, мужчины     | Кристиан Райц Германия     | Ральф Шуман Германия    | Эмил Милев США              |
| Пневматический пистолет, 10 метров, мужчины | Юсуф Дикедж Турция         | Андрия Златич Сербия    | Ли Дэм Юн Южная Корея       |
| Винтовка с трёх позиций, 50 метров, женщины | Соня Пфайльшифтер Германия | Стине Нильсен Дания     | Вань Сянъянь Китай          |
| Пневматическая винтовка, 10 метров, женщины | Се Цзицюн Китай            | Катержина Эммонс Чехия  | Адела Сыкорова Чехия        |
| Пистолет, 25 метров, женщины                | Юань Цзин Китай            | Мария Гроздева Болгария | Ленка Марускова Чехия       |
| Пневматический пистолет, 10 метров, женщины | Стефани Тирод Франция      | Зорана Арунович Сербия  | Лолита Евглевская Австралия |

## 7-й этап
| Дисциплина          | Золото                      | Серебро                     | Бронза                      |
| Трап, мужчины       | Хесус Серрано Испания       | Майкл Даймонд Австралия     | Аарон Хединг Великобритания |
| Дубль-трап, мужчины | Питер Уилсон Великобритания | Ху Биньюань Китай           | Ронджан Содхи Индия         |
| Скит, мужчины       |                             |                             |                             |
| Трап, женщины       | Рейчел Линн Хейден США      | Зузана Штефечекова Словакия | Лю Инцзы Китай              |
| Скит, женщины       | Чжан Дунлянь Китай          | Панайиота Андреу Кипр       | Кристин Венцель Германия    |

## Финал по стендовой стрельбе
| Дисциплина          | Золото | Серебро | Бронза |
| Трап, мужчины       |        |         |        |
| Дубль-трап, мужчины |        |         |        |
| Скит, мужчины       |        |         |        |
| Трап, женщины       |        |         |        |
| Скит, женщины       |        |         |        |

## Финал по пулевой стрельбе
| Дисциплина                                  | Золото | Серебро | Бронза |
| Винтовка с трёх позиций, 50 метров, мужчины |        |         |        |
| Винтовка лёжа, 50 метров, мужчины           |        |         |        |
| Пневматическая винтовка, 10 метров, мужчины |        |         |        |
| Пистолет, 50 метров, мужчины                |        |         |        |
| Скоростной пистолет, 25 метров, мужчины     |        |         |        |
| Пневматический пистолет, 10 метров, мужчины |        |         |        |
| Винтовка с трёх позиций, 50 метров, женщины |        |         |        |
| Пневматическая винтовка, 10 метров, женщины |        |         |        |
| Пистолет, 25 метров, женщины                |        |         |        |
| Пневматический пистолет, 10 метров, женщины |        |         |        |